# Shrewsbury and Atcham
Shrewsbury and Atcham este un district nemetropolitan în Regatul Unit, în comitatul Shropshire din regiunea West Midlands, Anglia.

## Orașe din district
- Atcham
- Shrewsbury